# Hypodeva barbata
Hypodeva barbata är en fjärilsart som beskrevs av Holland 1894. Hypodeva barbata ingår i släktet Hypodeva och familjen trågspinnare. Inga underarter finns listade i Catalogue of Life.